# 高倉あつこ
高倉 あつこ（たかくら あつこ、1962年11月9日 - ）は、日本の漫画家。女性。東京都杉並区出身。

## 概要
1984年、『りぼんオリジナル』春の号（集英社）に掲載の『いよっ勝盛くん!』で活動開始後、主に青年誌で活動。1984年に『いよっ勝盛くん!』で第10回 S・B賞次席（努力賞）、1987年に『どこが小心だ』で第17回ちばてつや賞ヤング部門佳作。そのほかの作品に『桜井くん』シリーズ、『山おんな壁おんな』がある。
趣味はプロ野球で、中日ドラゴンズのファンでもある。

## 作品
- いよっ勝盛くん!（1984年、りぼんオリジナル春の号（集英社））デビュー作。『りぼん新人まんが傑作選3 虹を渡る7人』（1985年3月20日発行 ISBN 4-08-853327-5）収録。
- とうとつですけど…（1984年、りぼんオリジナル夏の号）
- どらまちっくハッピータイム（1985年、りぼんオリジナル初夏の号）
- 城之崎惣吾郎のヒーローは死なず（1986年、りぼんオリジナル初夏の号）
- どこが小心だ - 第17回ちばてつや賞ヤング部門佳作。雑誌・コミックス未収録?
- 桜井くんシリーズ
  - ハゲしいな!桜井くん（1989年-1993年、週刊ヤングマガジン（講談社））
  - ハゲしいな!桜井くん 新婚編（1995年-1997年、ヤングマガジン増刊エグザクタ（講談社））
  - ハゲまして!桜井くん（2001年-2004年、イブニング（講談社））
- カルビにしてね!（1994年-1995年、週刊ヤングマガジン）
- 中村橋動物病院の犬（1997年-1998年（双葉社））
- 修平でもう一杯（xxxx年（双葉社））
- もっと一緒にいたくって（xxxx年、Kiss（講談社））
- 泌尿器科医 一本木守!（2001年-2005年、ヤングチャンピオン（秋田書店））
- あしたも通販（2001年、週刊漫画ゴラク（日本文芸社））
- 恋する暴走クン 速田進ッ!（xxxx年（講談社））
- 山おんな壁おんな（2005 - 2010年、イブニング）
- おヨメにおいで!（2006年、ヤングチャンピオン）
- デブになってしまった男の話（2007 - 2008年、週刊コミックバンチ（新潮社）、原作：鈴木剛介）
- ○泌のナース（2008 - 2010年、週刊漫画ゴラク）
- ホッとひと宿（2009 - 2010年、ビジネスジャンプ（集英社））
- お酒の神様に乾杯!!（2011年 - 2012年、漫画サンデー（実業之日本社）） 全6巻（2巻以降は電子書籍のみ）
大手ビール会社に勤める深見沢雫と水源美香。実は酒神ディオニソスの巫女である。日本酒の蔵元の御曹司ながら酒が飲めない樽川勝が2人のいる部署に異動になり、樽川を酒飲みにすべく2人は奮闘しつつ、新製品のノンアルコールビールを開発する。
- 柴さん生活（2013年 - 2014年、comicスピカ（幻冬舎コミックス））
- アテは塩でもいい（2015年、本当にあったまる生ここだけの話（芳文社））コミックエッセイ。
  - 単行本は「高倉んちのもうひと皿」
- 和庵のひと肴（2019年 -、ときめきごはん（少年画報社））
- 万引きGメン石崎真、上番します!（2021年 -2023年、まんが王国（ビーグリー））